# Бежанија
Бежанија (у новије време позната и као Стара Бежанија) је урбано насеље у Београду које припада општини Нови Београд. У Бежанију спадају делови блокова 57, 57а и 60.

## Положај и географија
Налази се на крајњем западу општине Нови Београд, удаљена је од центра Београда око 10 km и око 8 km од аеродрома Никола Тесла.
Са западне стране Бежанија избија на насеље Ледине, са источне на новобеоградске блокове од којих је дели Војвођанска улица, а са северне на насеље Бежанијска коса, док са јужне стране излази на Блок 72, Блок 61, Блок 62, Блок 63 и Блок 64. У непосредној близини насеља налазе се општине Сурчин и Земун.

## Историја Бежаније
Трагови два велика царства — Хабзбуршке монархије и Турске, Краљевине Срба, Хрвата и Словенаца и Југославије, послератног социјализма, транзиционог доба, као ретко где, укрштени су у селу Бежанија.
Бежанија је најстарије насеље на територији Новог Београда. Археолошка ископавања доказују да је подручје било насељено још у Неолиту. Под својим данашњим именом Бежанија је позната од 1512. године када је подручје било насељено са 32 српске породице које су прешле преко реке Саве у Срем (тадашњу Угарску) после пада средњовековне српске државе, отуда и назив Бежанија.
Први пут се Бежанија помиње у Крушевском поменику, из манастира Добрун крај Вишеграда, где се наводи да је у селу 1512. године било настањено 32 домаћинства. У 17. и 18. веку епидемије, глад и турски походи у таласима су пустошили ово подручје, али су атар стално попуњавали досељеници, бегунци од Османлија из крајева јужно од Саве и Дунава. Посебно занимљиво за Србе ово подручје постаје од 1690. године, за време Велике сеобе Срба. Бежанију је након тога хабзбуршки двор уврстио у Војну границу и укључио у систем одбране од Турака. У 18. веку село Бежанија је припадало земунском властелинству које је поседовао гроф Карл Шенборн, потпредседник Државног двора Светог римског царства. За време његове владавине 1736. и 1737. године вршен је попис старешина и домаћинства. Бежанија је тада имала попа, кнеза, 34. старешина и два чиновника који су обављали административну дужност. Православно становништво непрестано се досељавало у Срем, па је у селу Бежанија по попису из 1810. године било 115 углавном српских домаћинстава. Како би ограничиле њихов број, аустријске власти су до половине 19. века овде довеле и велики број немачких колониста. Са тако измешаним становништвом ово село закорачиће и у 20. век, у којем су преко Бежаније опет прошле велике империјалне војске — аустроугарске трупе у Првом светском рату, а 27 година после и Хитлерова армија. Обе су се овуда и повукле, али је нестало и много старих здања и становника Бежаније који су место уступили солитерима и новим досељеницима.
У Другом светском рату, борбе за ослобођење Земуна отпочеле су по преласку партизанских јединица и Црвене армије преко Савског моста 21. октобра 1944. године. После великих и тешких борби у ноћи између 21. и 22. октобра ослобођена је Бежанија, а ујутру и Земун. Бежанија је у саставу града Београда била први пут 1929. године. Од 1948. до 1955. године Бежанија је била самостална општина, затим постаје месна заједница у општини Нови Београд. Село Бежанија је прикључено 1. септембра 1955. године Новом Београду.
Старо бежанијско гробље у Бежанији отворено је 1895. године. Иако је стара капела срушена, на иницијативу удружења „Стара Бежанија“, јавно предузеће изградило је нову зграду и капелу. У Бежанији се налазе и две масовне гробнице из Другог светског рата. Једно је јеврејско на „Бежанијској падини” испод насеља Ледине, а друга гробница је непосредно уз Старо бежанијско гробље.

### Положај и привреда Бежаније кроз историју
Пре и током изградње општине Нови Београд, са овог дела града до Земуна се једино стизало кроз село Бежанија. Иако стационирана у Срему, ипак надомак Београда, Бежанија је била на удару многих царства и војних сила, али је опет опстала. Кроз историју, а и данас била је и остала на раскрсници великих путева.
У Бежанији је постојао велики број занатских и трговинских радњи, кафана и фабрика, а најпознатија од њих била је циглана „Ике Манића“, која је постојала и у 19. веку. Од њених цигала су направљене многе земунске и бежанијске куће. У Бежанији се и данас налази кафана „Тошин бунар“, стара око два века. Недалеко од кафане „Тошин бунар“ у правцу ка Бежанији налазила се митница односно место где су сељаци плаћали обавезну таксу. На том месту се од 1949. до 1955. године градио Студентски град и њега су градили многи Бежанинци. Давне 1927. године у Бежанији се налазио се и стари „Аеродром Београд“, изграђен на насутом мочварном земљишту. Аеродром се простирао на 312 хектара, али није био дугог века па је затворен 1964. године. У Бежанији су се налазили велики број ресторана, кафана, а једна од најпознатији је кафана „Београд“, коју је још двадесетих година 20. века отворио Петар Кокотовић. Ово је било прво помињање имена Нови Београд, па тако власника ове кафане сматрају "кумом" ове општине. Године 1954. у Бежанији је отворена Индустрија машина и трактора, која је радила све до 2005. године.

### Становништво Старе Бежаније кроз историју
Кроз историју Бежаније, на овом простору је живело велики број људи разних националности и вере. У том мултиетничком склопу живели су Немци, Хрвати, Роми, а понајвише Срби. По попису кућа, коњских и воловских кола 1882. године у Бежанији је постојало 140. кућа и 177. коњских кола. За вожњу се корисило 22. кола, док су 31. кола била товарна, а било је и 20. воловских кола.
Мештани села су се претежно бавили сточарством, земљорадњом и разним занатима. По списима, крајем 19. века у селу Бежанија и његовој околини најчешће су сађени сунцокрети и дуван, као и друго биље. Између два светска рата, Бежанија је била на гласу као весело место. У Бежанији се преко дана играо фудбал, а потом прослава победника завршавала увече са драмских и фолклорним програмом и гледањем филмова у првом бежанијском биоскопу. Омиљена купалишта старих Бежанинаца била су „Бомбај“, канал Галовица и „Коњска плажа“.
Попис становништа Старе Бежаније кроз историју:
- 1921 — 2.069
- 1953 — 3.330
- 1961 — 7.129
- 1971 — 15.580
- 1981 — 14.067
- 2002 — 13,378

### Бежанијске школе кроз историју
Први писани податак о школи у Бежанији датира из 1715. године, када се школска настава похађала у цркви Светог Георгија, у којој су највероватније наставу држала свештена лица, појци и мештани са основним школским образовањем. Првобитна зграда касније је срушена, па је од 1836. године школа пребачена у малу зграду у дворишту цркве Светог Георгија у Бежанији. Све до 1862. године у Бежанији је постојала само српска школа, а од те године по одобрењу Винковачког магистрата за потребе школовања немачке деце почела је да ради и основна школа на немачком језику. Из документа пронађеног у Историјском архиву Београда зна се да су у тој школи постојала два језички одвоје одељења - „Обосполна пучка школа грчко-источне обћине Бежанија“ и “Обосполна Евагенлистичка пучка школа“, која је касније пресељена у зграду Евангелистичке цркве. Постојећа зграда је била мала за све већи број ђака, па је прва права школска зграда у Бежанији, са две учионице, подигнута је 1873. године и звали су је „Српска подручна школа“. Настава је извођена на српском и немачком језику. Нова зграда школе, на чак два спрата, највиша у Срему у то доба, сазидана је 1891. године. Данас је она уједно и најстарија зграда у општини Нови Београд и спада под културно добро Републике Србије. У тој школи су Бежанијски ђаци своја прва знања стицали све до 1959. године, када је пресељена у нову школску зграду. Дана 22. октобра 1959 године, почиње са радом нова основна школа Јован Стерија Поповић. Дан усељења у нову школску зграду је уједно и дан ослобођења Бежаније и прославља се као дан школе. Основна школа Милан Ракић почела је са радом 1967. године и те две школе и данас раде.
Према списима из Историјског архива Београд у Бежанијској школи је 1896. године било уписано 136 девојчица и дечака.

#### Основна школаЈован Стерија Поповић
У данашњој згради основна школа Јован Стерија Поповић ради од 22. октобра 1959. године. Дан усељења у нову школску зграду и Дан ослобођења Бежаније прославља се као дан школе. Име познатог књижевника школа носи од 1. марта 1953. године. Од 1970. године у школи је организована целодневна настава.

Први писани податак о школи у Бежанији датира из 1715. године када су осниване школе за српску децу на народном језику у оквиру државе којом је владала Марија Терезија. Као битне године за школу у овом делу доњег Срема помињу се 1836. године када је почела са радом школа у згради црквеног дворишта, 1873. када је подигнута нова школска зграда са две учионице, а 1891. и нова школа на два спрата и 1889. када је утврђено да постоји школа за подручје села Бежанија. У том тренутку школа броји 118 ученика (69 дечака и 69 девојчица). Школа је током свог постојања мењала назив неколико пута. Звали су је Пучка школа, Државна мешовита пучка школа, Основна школа Бежанија, а од 1. марта. 1953. године као основна школа „Јован Стерија Поповић”.
Јован Стерија Поповић је рођен у Вршцу али је његова мајка Јулијана потомак старих Бежанинаца. То је разлог због којег школа носи његово име.
За време Краљевине Југославије школа је била четвороразредна да би временом постала осморазредна. Претпоставља се да се настава није систематски одвијала током Другог светског рата. По завршетку рата школа наставља да ради, појачава се наставнички кадар, у школи раде стручни активи који се повезују са стручним друштвима, набављају се нова наставна средства, уводи слушање радио-емисија за децу, започиње учење страних језика, организују се различите секције и дечје организације, освајају први пласмани на такмичењима, организују летовања ученика, купује се одмаралиште у Каштел-Новом у којем се организују рекреативне наставе и летовања ученика. До 1973. у школи је радио истурени део Специјалне школе. Уводи се продужени боравак за ученике који се почетком 1980. трансформише у целодневну наставну. Као последица велике стамбене изградње Новог Београда школу у једном тренутку похађа око 2000 ученика па је настава организована у окружењу, у просторијама месних заједница у тзв. истуреним одељењима. Из школе „Јован Стерија Поповић” одвајају се 1967. ОШ „Милан Ракић” (тада ОШ „Др Иван Рибар”), 1982. ОШ „Кнегиња Милица”(тада ОШ „Ужичка република”) и 1989. ОШ „Младост”.

#### Основна школаМилан Ракић
Основна школа Милан Ракић (тада ОШ „Др Иван Рибар”) основана је 2. фебруара 1967. године у периоду развоја и ширења општине Нови Београд.

## Бежанија у новије доба
Након укидања статуса општине Бежанија и припајања општини, Новом Београду прикључено 1. септембра 1955. године, Бежанија полако губи свој идентитет и постаје месна заједница Новог Београда. Средином шездесетих година 21. века почиње чишћење терена, рушење сеоских кућа Бежаније и других објеката, како би се припремило земљиште за изградњу новобеоградских блокова. Нешто касније, 2004. године, почела је градња стамбених објеката у улици Душана Вукасовића, на самом крају северних делова Блока 61 и Блока 62. На то месту се налазио велики број трошних кућа и занатских радњи, које су због своје аутентичне, старе градње подсећале на Бежанију из давних времена. Због превеликих гужви кроз Бежанију, која повезује општине Нови Београд, Земун и Сурчин, планирани су радови на проширењу Војвођанске улице. Улица је проширена на шест трака, направљена је бициклистичка стаза, а одрађени су и радови на тротоарима и саобраћајној сигнализацији.
Радови на проширењу и тоталној реконструкцији улице почели су 2008. године а у потпуности су завршени 2012. године. Срушен је велики број кућа и других објеката у Бежанији и забетонирани канали између улица и тротоара. Данас Бежанија, као једна од месних заједница и насеља Новог Београда има све услове за живот, те се у њој и њеној непосредној близини налази велики број трговинских ланаца, занатских радњи, образованих институција и путеви који је одлично повезују са другим насељима и деловима града. Бежанија данас само због старих сеоских и трошних кућа које су и даље опстале дуж улице уз цркву Светог великомученика Георгија, као и због људи који чувају историју и традицију овог насеља, одаје утисак да је некада била село у Срему.

## Фудбалски клуб Бежанија
ФК Бежанија је фудбалски клуб из Београда, Србија. Тренутно се такмичи у Првој лиги Србије, другом такмичарском нивоу српског фудбала.
Домаће утакмице игра на стадиону Бежаније или популарно названом стадион крај Бежанијске цркве, капацитета 2.000 седећих места, који се налази изнад цркве Светог Георгија.
Клуб је основан још давне 1921. године под именом СОКО. У септембру 1921. године ФК СОКО како се тада звао ФК Бежанија, одиграо је први пријатељску утакмицу против клуба ФК „Францстал“ који је тријумфовао резултатом 1:0. Познат је састав тима који је одиграо тај први меч у историји клуба:
На голу је био Мијатовић Милорад, бекови су били Вујић Веселин и Јовановић Зоран. У халф линији су играли Рашковић Никола, Милер Франц и Селаковић Радослав. За голове су били задужени Јовановић Бранко, Савичевић Стеван, Мацура Берислав, Милер Вили и Мачвански Михаило.
Клуб је касније променио име у БСК (Бежанијски спортски клуб), а током Немачке окупације у Другом светском рату клуб је играо у лиги НДХ-а под именом ХШК. Након Другог светско рата клуб је 1946. године добио име Јединство, када се као члан Новосадског фудбалског савеза први пут региструје за званична такмичења у Сремској лиги. У Сремској лиги се такмичио до 1952. године, да би од јесени исте године прешао у оквир Београдског фудбалског савеза. Јединство пред почетак сезоне 1955/56. мења име у Бежанија. Од сезоне 1965/66. до 1988/89. клуб се такмичио у другој и првој београдској лиги. Од сезоне 1988/89. почиње успон клуба, јер је те сезоне постао првак у Првој београдској лиги и тако се по први пут пласирао у Београдску зону. Затим је освојио и титулу у Београдској зони и пласман у Српску лигу, што је био највећих успех клуба у време бивше Југославије.

## Црква Светог Георгија
Данашња црква Светог Георгија у Бежанији подигнута је 1827. и представља непокретно културно добро као споменик културе. У месту Бежанија није постојала црква све до 1733. године, када се спомиње прва црква, која је била направљена од черпића (непечена цигла), непатосана, шиндром покривена и без звона, са сводом од дасака. Била је посвећена Светом великомученику Георгију, али се у њој није служило. Тек ју је 1753. године освештао епископ Партеније. Због слабог материјала црква је поправљана и дозиђивана, тако да су олтар и мушка црква били од ћерпича, а женска од цигала. Касније је црква добила звонару и звона. Црква је постојала до 1827. године када је скупљен прилог и сазидана данашња црква. Сазидана је као једнобродна грађевина са једном полукружном апсидом на источној страни и припратом са хором и високим троспратним звоником на западном делу.
Црква у архитектонском погледу представља мешавину разних стилских компонената - класицизам са елементима барока и романтизма. Унутрашњост цркве подељена је на четири тревеја помоћу лукова и пиластера, што се одразило и на рашчлањавање фасада.
Већу поправку црква је доживела 1938. године, када су настали нови иконостас и зидна декорација, коју је радио руски сликар Андреј Биценко. Сеоска слава Бежаније су Духови

## 500. година Бежаније
Поводом 500. година Бежаније, 2012. године организована је прослава свечаном литијом у цркви Светог Георгија и културно-уметничким програмом. Направљено је спомен обележје високо 500 цм, што симболизује број година од помена имена села Бежаније, само захваљујући ангажовању људи окупљених преко удружења „Стара Бежанија“ и донаторима. У славу 500. година насеља, направљен је и документарни филм о Бежанији, који представља насеље од њеног оснивања до данас.

## Објекти у Бежанији
Данас је Бежанија урбано насеље захваљујући порасту Новог Београда после Другог светског рата. У њему се налазе следећи значајни објекти:
- Црква Светог великомученика Георгија
- Стадион Бежаније
- Зграда Старе основне школе у Бежанији
- Вртић „Љубичица"
- Старо бежанијско гробље
- Основна школа „Милан Ракић"
- Основна школа „Јован Стерија Поповић"
- Пијаца „Бежанија"
- Дом за стара лица „Београд"

Као и велики број других трговинских, пословних и занатских објеката.

## Саобраћај кроз Бежанију
У близини Бежаније налази се искључење ка Лединама, градској општини Сурчин, Бежанијској коси, Земуну, на ауто-пут Братство и јединство, искључење за аеродром Никола Тесла Београд, као и укључења ка новобеоградским блоковима и центру Новог Београда.
До Бежаније се градским превозом које обезбеђује ГСП Београд може стићи аутобусима
- линија 45 Блок 44 - Земун, Нови град[17]
- линија 71 Зелени венац - Ледине[18]
- линија 601 Сурчин - Железничка станица Београд–главна[19]
- линија 602 Блок 44 - СРЦ Сурчин.[20]
- линија 603 Ледине - Угриновци.[21]
- линија 604 Блок 45 - Прека Калдрма, Пећинци.[22]
- линија 605 Блок 45 - Прогар[23]